# Crowmarsh Gifford
Crowmarsh Gifford este un sat în comitatul Oxfordshire, regiunea South East, Anglia. Orașul se află în districtul South Oxfordshire a cărui reședință este.